# Relativsatz
Der Relativsatz (von lateinisch relativus „sich beziehend auf etwas, bezüglich“) ist in der Grammatik eine besondere Art von Nebensatz und dient in der Regel dazu, eine Eigenschaft einer Person oder eines Gegenstandes anzugeben. Er ist daher von einem Substantiv abhängig (attributiver Relativsatz) oder hat selbst dieselbe Funktion wie eine Substantivgruppe oder ein Adverbial im Satz (freier Relativsatz). Daneben gibt es weitere Sonderformen.
Relativsätze, bzw. Satzteile in entsprechender Funktion, werden in den Sprachen der Welt auf sehr unterschiedliche Weise gebildet; im Deutschen herrscht die Bildung mit einem Relativpronomen (bzw. Relativadverb) vor.

## Innerer Aufbau
Relativsätze können auf verschiedene Arten gekennzeichnet sein:

### Voranstellung eines speziell gekennzeichneten Satzglieds
Relativpronomen
z. B. der, die, das; welcher, welche, welches, französisch qui/que, englisch who/whom/whose, which.
- Das Auto, das ich gestern gekauft habe.
- Franz.: La voiture que j’ai achetée hier est déjà en panne. ‚Das Auto, das ich gestern kaufte, ist heute schon kaputt.‘
- Engl.: the car which I bought yesterday.

Relativadverb
z. B. wo, wie, da, als, franz. où, quand, engl. where, when.
- Franz.: Là où fleurissent les fleurs je m’affalerai. ‚Dort, wo die Blumen blühen, lass’ ich mich nieder.‘
- Engl.: At the time when he was king in Aquitaine … ‚Zu der Zeit, als er König in Aquitanien war …‘
- Die Art, wie sie sich kleiden.
- So schnell, wie es geht.

Statt der genannten Relativpronomen und Relativadverbien als Einzelwörter können manchmal auch größere Einheiten vorangestellt werden, die zusätzlich zum Relativpronomen weiteres Material enthalten; dies ergibt die sogenannte Rattenfängerkonstruktion:
- (Der Täter,) für dessen Ergreifung eine hohe Belohnung ausgesetzt wurde, …

### Relativsätze als Nebensätze mit Lücke
Relativsätze können gebildet werden, indem statt des Satzglieds, das sonst durch ein Relativpronomen / -adverb belegt wird, eine Leerstelle gelassen wird. Dies ist im Sprachvergleich betrachtet eine sehr häufige Strategie, im Deutschen ist sie jedoch kaum anzutreffen:

#### Untertyp: Relativsatz ganz ohne Kennzeichnung
- Engl.: The house [I live in --- ] ‚Das Haus, in dem ich wohne.‘
- Dt.: So schnell [ --- es geht ]

#### Untertyp: Relativsatz mit Konjunktion
Relativsätze können auch mit einer (speziellen oder nicht spezialisierten) Konjunktion eingeleitet werden. Das fehlende Satzglied ist aber auch dann weder als Pronomen noch als Adverb vorhanden. Beispielsweise ist das englische that eine Konjunktion:
- Engl.: The house [that I live in --- ] . ‚Das Haus, in dem ich wohne.‘

In deutschen Dialekten existieren solche Konstruktionen ebenfalls, näheres siehe unter dem Stichwort: Relativpronomen #Abgrenzung zwischen Relativpronomen und Konjunktionen im Deutschen.

### Kennzeichnung durch spezielle Verbformen
Die Kennzeichnung eines Relativsatzes am Verb ist eine Strategie, die sich z. B. in keltischen Sprachen findet:
Relativ-Verbendung
- Altirisch: It moíni cartar lib, nídat doíni. ‚Schätze sind es, die dir teuer sind, nicht Menschen.‘
- Altirisch: Ad·cíu in ningin caras in rí. ‚Ich sehe das Mädchen, welches der König liebt.‘

## Bezug: attributive und freie Relativsätze
Der Relativsatz kann von einem Satzglied abhängen (attributiver Relativsatz, d. h., der Relativsatz ist ein Attribut zum Substantiv), oder er ist selbst ein Satzglied, nämlich Subjekt, Objekt oder Adverbial (sogenannter freier Relativsatz).
Beispiele für attributive Relativsätze (Funktion: Attributsatz):
- Sabine, die gerade kocht, gibt dem Kind Kartoffeln mit Butter. (attributiv: Bezug auf das Subjekt)
- Sabine gibt dem Kind, das ständig schreit, Kartoffeln mit Butter. (Bezug auf das Dativ-Objekt)
- Sabine gibt dem Kind Kartoffeln, die sie vor dem Kochen schält, mit Butter. (Bezug auf Akkusativ-Objekt)

Beispiele für freie Relativsätze (Funktion: Gliedsatz):
- Sabine gibt dem Kind, was es wünscht. (freier Relativsatz: Dieser ist selbst das Akkusativ-Objekt)
- Wer Kartoffeln möchte, bekommt auch welche. (freier Relativsatz als Subjekt)
- Jeder kann essen, wo er möchte. (freier Relativsatz als Orts-Adverbial)

Eine besondere Form ist außerdem der weiterführende Relativsatz: Dieser ist ein nicht integrierter Nebensatz, also kein Satzglied. Er ist formal ein Nebensatz, aber schließt in einer Art an den vorausgehenden Satz an, wie es in gleicher Bedeutung mit einem neuen Hauptsatz erfolgen könnte:
- Sabine gibt dem Kind Kartoffeln mit Butter, was zwar sparsam, aber nicht sehr vernünftig von ihr ist.

(weiterführender Relativsatz, der den vorhergehenden Gesamtsatz aufgreift. Eine Alternative wäre hier etwa: Das ist zwar sparsam, aber nicht sehr vernünftig von ihr.)

## Stellung im Gesamtsatz
Der Relativsatz steht natürlicherweise bei dem Substantiv, auf das er sich bezieht, allerdings weiter entfernt als ein Genitivattribut:
- Sogar [Maler des Mittelalters], die ansonsten fast völlig in Vergessenheit geraten waren, kannte er.

Insbesondere bei langen und komplexen Relativsätzen kann der Relativsatz aber auch ins Nachfeld des Satzes gestellt werden:
- Er hatte [die Maler] gekannt, [die von allen anderen, egal ob tot oder lebend, vergessen worden waren]. (Statt: Er hatte die Maler, die …, gekannt)

## Semantische Funktion

### Restriktiver Relativsatz

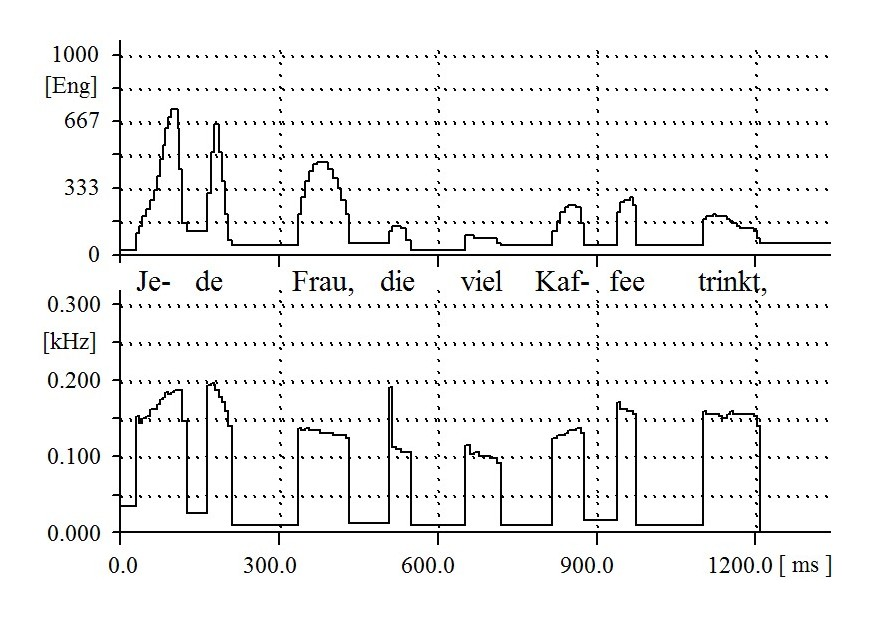
Intonation eines restriktiven Relativsatzes, von Snježana Kordić

Der restriktive Relativsatz schränkt die Menge der möglichen Referenzen der Bezugsgröße ein.
- Das ist der Artikel, den ich lesen wollte (und kein anderer).

Restriktive Relativsätze sind meist Teil einer definiten Kennzeichnung; zur Verstärkung kann die Bezugsgröße ein Demonstrativpronomen erhalten.
- Das ist derjenige Artikel, den ich lesen wollte.

Es gibt aber auch restriktive Relativsätze, die auf eine indefinite Nominalgruppe Bezug nehmen und diese identifizierbar machen:
- Gestern habe ich eine Frau getroffen, die mit mir zusammen Abitur gemacht hat.

Restriktive Relativsätze sind für die Satzkonstruktion obligatorisch, in der gesprochenen Sprache wird dies durch verschiedene Arten der Intonation (Sprachwissenschaft) unterstützt.

### Explikativer Relativsatz
Der explikative Relativsatz (auch appositiver, nicht restriktiver Relativsatz) gibt eine nähere Beschreibung der Bezugsgröße.
- Jens, der in Schönkirchen geboren wurde, lebt nun in Mainz.

Explikative Relativsätze sind für die Satzkonstruktion fakultativ, die Beschreibung der Bezugsgröße kann auch außerhalb des Satzes erfolgen.
- Jens lebt nun in Mainz. Er wurde in Schönkirchen geboren.

Explikative Relativsätze sind Attribute; um ihren attributiven Charakter zu unterstreichen (und sie von den restriktiven Relativsätzen zu unterscheiden), kann man dem Nebensatz ein Adverb beifügen.
- Jens, der übrigens (bekanntlich, offenbar, immerhin …) in Schönkirchen geboren wurde, lebt nun in Mainz.